# Gavilea kingii
Gavilea kingii là một loài thực vật có hoa trong họ Lan. Loài này được (Hook.f.) M.N.Correa mô tả khoa học đầu tiên năm 1956.

## Hình ảnh

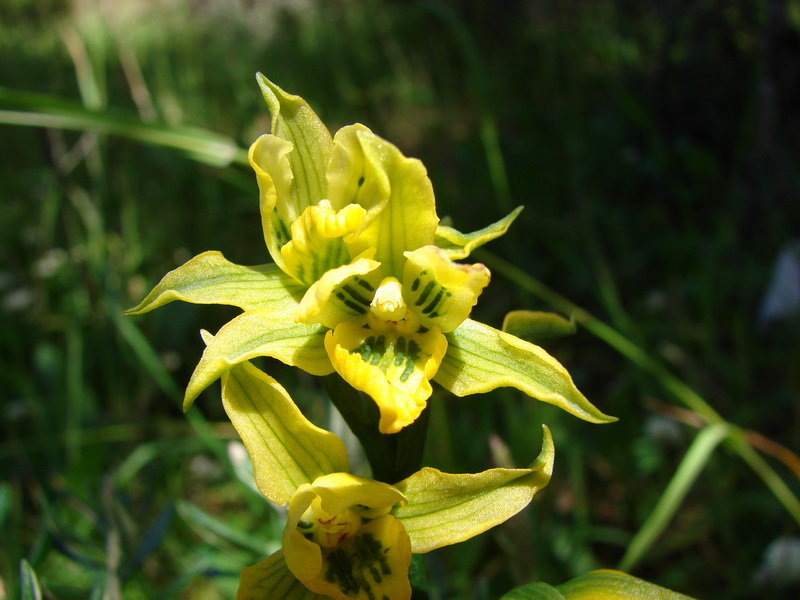